# 瞿海源
瞿海源（1943年—），臺灣社會學家，國立臺灣大學心理學碩士、美國印第安那大學社會學博士。曾任民間司法改革基金會董事長，現任中央研究院社會學研究所研究員、國立臺灣大學社會學系教授、中研新村社區發展協會理事長等職，亦是澄社創社社員、廢死聯盟召集人。

## 研究領域
社會心理學、宗教社會學、社會變遷、社會階層化。

## 社會參與
瞿海源常參與台灣各種社會運動，推動倡導廢除死刑。
2006年9月30日，瞿海源說，民主進步黨只有形式上的民主，在實質民主的運作上相當空泛；黨內青壯公職人員及黨員發動的改革，都在黨的運作或不回應下完全落空。民進黨建黨20年來，特別是近幾年來，民進黨幾乎已經喪失了追求進步的動機和動力。民進黨自始就是一個推動民主化的反對黨，從來沒有建立核心價值。就政黨民主政治的本質而論，也許是由於民進黨追隨中國國民黨，建立了一個剛性政黨，就容易讓人會有「民進黨有核心價值」的錯覺。其實，民進黨拿「民主」和「進步」做為基本價值，就已經有做不完的功課；如果民進黨真的是「民主」「進步」黨，不斷地強化內外的民主，不斷追求進步，民進黨不可能會有危機；當前的民進黨危機重重，證明民進黨並不是真正的民主的進步的政黨。 
2006年12月31日，針對民進黨十一寇事件，瞿海源說，民進黨有一股勢力要趕走一些主張「改革」的精英，有點像當年國民黨逼走新國民黨連線的樣子；雖然沈富雄提議十一寇集體發聲，但是「情勢比人強」，無意改革的民進黨使得改革倡導者可能要容身也會十分艱難。瞿海源諷刺，儘管意識形態不一樣，但是在政治素養和作為上，民進黨的保皇派或保守派，卻是和國民黨當年的保守派十分神似，就是：堅持虛偽的意識形態排除異己以鞏固保守勢力，沒有政治理想，也沒有一點真正的民主素養，但很擅長搞政治鬥爭。
2009年3月7日，瞿海源在「雷震、反對黨與社會運動研討會」說，民主進步黨標舉台獨口號卻做不到台獨，是陳水扁政府八年執政失敗的主因；他說，民進黨現在應該有智慧地維持台灣獨立，而不是用意識形態、浪費資源去搞連自己都認為不會成功的台灣獨立運動。他說：「有很多民進黨人把台灣獨立當成基本的價值，把這個價值當成政治行動的依據，實在是大有問題。激進一點的說，雖說要台獨，但說了八年都還做不到。平心而論，現在的當務之急為『有智慧』地維持台灣的獨立，而不是動不動就喊喊台灣獨立的口號。」
2009年6月9日，中國時報於頭版刊登廣告，針對被旺旺中時媒體集團認定曾發表「汙衊」言論的「禍源」，要求道歉。10日，瞿海源、臺大經濟系教授鄭秀玲、林惠玲、國立中正大學傳播學系教授管中祥、台灣新聞記者協會會長莊豐嘉、《財訊月刊》記者田習如、前《天下雜誌》記者林倖妃等七名曾公開發言、投書或撰寫報導批評該集團的學者與記者，陸續收到警告誹謗刑責與求償的存證信函，成為臺灣新聞傳播史上媒體意圖控告批評者的先例。傳播學界隨即發起連署譴責旺旺中時，短短三天，高達二十三校、超過一五0名學者抗議並要求該集團懸崖勒馬，不要殘害言論自由與新聞專業。這七位也發表共同聲明《感謝與不懼》，呼籲該集團停止對媒體新聞報導與編輯走向的不當干涉，尊重新聞工作者的專業意識與工作尊嚴。
2013年7月，瞿海源、鄭秀玲與中央研究院法律學研究所副研究員黃國昌、中央研究院人文社會科學研究中心研究員施俊吉等呼籲立法院各黨團信守承諾在7月臨時會完成《媒體壟斷防制與多元維護法》之立法，為健全台灣媒體產業發展與民主多元合理秩序訂下一部關鍵性法案，但該法仍遭中國國民黨立法院黨團封殺。
瞿海源與郝明義、鄭秀玲、小野、馮光遠、九把刀、張錦華、臺大文學院院長陳弱水、法律學院院長謝銘洋、社會科學院院長林惠玲、副院長王麗容、新聞所所長洪貞玲、社會系主任柯志哲、社工系主任鄭麗珍、學學文創董事長徐莉玲、台灣新聞記者協會、中央研究院院士張俊彥（前國立交通大學校長）、院士廖運範、特聘研究員陳恭平、國立清華大學榮退教授彭明輝、臺大國發所教授劉靜怡、交大資工系教授林盈達、臺科大資工系教授鄧惟中等知識界與藝文界人士就「未充分徵詢民間意見」、「未進行衝擊評估調查」、「未事先讓國會參與監督」而引發臺灣社會軒然大波的「兩岸服務業貿易協議」黑箱作業發起「實踐民主審議、誠實評估衝擊、重啟服貿談判」的連署活動，要求政府必須就「到底是基於什麼理由？由誰做的決策？中間的談判經過？」等始末正式出面做完整說明，讓社會討論日後如何避免類似事件重演。